# Madar
Pour les articles homonymes, voir Madar (homonymie).
Albums de Jan Garbarek
Ragas and Sagas
(1992) Twelve Moons
(1992)
Madar est un album du saxophoniste norvégien Jan Garbarek, paru en 1992 sur le label Edition of Contemporary Music. C'est une collaboration entre Garbarek, le percussionniste pakistanais Ustad Shaukat Hussain Khan et l'oudiste tunisien Anouar Brahem. Le disque est enregistré en août 1992 par Jan Erik Kongshaug à Oslo.

## Musiciens
- Jan Garbarek - saxophone ténor, saxophone soprano
- Anouar Brahem - oud
- Ustad Shaukat Hussain Khan - tabla

## Titres
| No | Titre     | Durée |
| -- | --------- | ----- |
| 1. | Sull lull | 16:51 |
| 2. | Madar     | 11:14 |
| 3. | Sabika    | 5:32  |
| 4. | Bahia     | 10:20 |
| 5. | Ramy      | 3:00  |
| 6. | Jaw       | 8:04  |
| 7. | Joron     | 6:29  |
| 8. | Qaws      | 15:12 |
| 9. | Epilogue  | 0:52  |